# روبرتو كويفاس
روبرتو كويفاس (بالإسبانية: Roberto Cuevas Martín)‏ هو لاعب كرة قدم إسباني، ولد في 30 يناير 1981 في أباداينو في إسبانيا. لعب مع أتلتيك بيلباو ب وديبورتيفو ألافيس وسيوداد دي مورسيا ونادي أموريبايتا ونادي إيبار ونادي باسكونيا.

## وصلات خارجية
- روبرتو كويفاس على موقع قاعدة بيانات كرة القدم.إي يو (الإنجليزية)
- روبرتو كويفاس على موقع Soccerway.com (الإنجليزية)